# Romain (Doubs)
Romain település Franciaországban, Doubs megyében. Lakosainak száma 119 fő (2022. január 1.). Romain Gondenans-les-Moulins, Fontenelle-Montby, Gouhelans, Huanne-Montmartin és Mésandans községekkel határos.

## Népesség
A település népessége az elmúlt években az alábbi módon változott:
| Lakosok száma | 75   | 69   | 93   | 101  | 122  | 132  | 128  | 124  | 122  | 119  |
|               | 1968 | 1982 | 1990 | 2006 | 2013 | 2015 | 2017 | 2019 | 2020 | 2022 |